# Petrosomatoglifo
Un petrosomatoglifo es una imagen de las partes de un cuerpo humano o de un animal, normalmente incisas en la roca. Muchos fueron creados por los pueblos celtas, como los pictos, escoceses, irlandeses, córnicos, cumbrios, bretones y galeses. Estas representaciones datan de la Edad Media, mientras que otras de finalidad incierta nos hablan de los tiempos megalíticos. Eran una forma importante de simbolismo que se utilizaba en ceremonias religiosas y seculares, como la coronación de los reyes. Algunos son considerados como objetos vinculados a los santos y los héroes del folclore, como el rey Arturo.
La palabra viene del griego πέτρα - petra ("piedra"), σῶμα - soma ("cuerpo"), y γλύφειν - glyphein ("tallar"). Los pies son los más comunes, aunque también se encuentran rodillas, codos, manos, cabeza, dedos, etc.
El término petrosomatoglifo no debe confundirse con petroglifos, que cubre todas las representaciones incisas de los seres vivos como no vivos, o pictograma, que es una imagen dibujada o pintada en una pared de roca. Ambos contribuyen a la más amplia y general categoría de arte rupestre. Petroformas, o patrones y formas, tales como laberintos hechos por grandes rocas y cantos rodados en las filas sobre el suelo, son también muy diferentes.
Estas figuras están siempre abiertas a la discusión, y por lo tanto al margen de aceptación como petrosomatoglifos identificables. Los objetos naturales, como cristales de roca y formaciones rocosas que se asemejan a petrosomatoglifos, animales, vegetales, etc. se llaman colectivamente "monolito".
- Datos: Q3359885
- Multimedia: Petrosomatoglyphs / Q3359885